# Grotte de Boischatel
 (juillet 2017).
Si vous disposez d'ouvrages ou d'articles de référence ou si vous connaissez des sites web de qualité traitant du thème abordé ici, merci de compléter l'article en donnant les références utiles à sa vérifiabilité et en les liant à la section « Notes et références ».
La grotte de Boischatel est située dans la municipalité de Boischatel, faisant partie de la municipalité régionale de comté de La Côte-de-Beaupré, au Québec, dans la région administrative de la Capitale-Nationale. 
La grotte est parcourue par une partie ou la totalité de la rivière Ferrée, qui se jette dans la rivière Montmorency en amont de la chute Montmorency. Elle a un développement connu et topographié d'environ 2,8 km et l'exploration de la grotte se poursuit toujours aujourd'hui.

## Historique
Les phénomènes karstiques extérieurs de Boischatel sont connus depuis plus d’un demi-siècle. Ils ont été visités en 1958 par le karstologue français Jean Corbel. Celui-ci pensait que le réseau souterrain ne devait pas être très développé et qu’il était sans doute impénétrable. L’Équipe Norbert Casteret de Québec s’est intéressée aux lieux en 1960, mais ce n’est qu’en 1966, avec la fondation du club des Chauves-souris, que les premiers travaux furent effectués (colorations, relevés de température et premières tentatives de désobstruction). Dix ans plus tard, en 1976, le premier coup de pelle était donné dans un éboulis près des pertes de la rivière Laval. Après deux ans de travaux, en janvier 1978, une nouvelle équipe de désobstruction découvrait un premier passage de 7 m où l’on percevait un courant d’air ainsi que le bruit d’une rivière. Après de nombreuses séances de désobstruction en janvier et février 1979, des spéléologues purent se glisser pour la première fois dans la grotte, le 4 mars 1979. Ils explorèrent 300 m de galerie ce jour-là. Bientôt, 1 540 m de conduits furent topographiés. La grotte de Boischatel devenait ainsi la plus longue au Québec.
En 1972, tandis que des travaux étaient effectués dans la zone des pertes, un tuyau fut installé dans la doline des Roches lors de son remplissage. À l’automne 1974 et au printemps 1975, le Spéléo-club de Québec réalisait les premiers travaux de désobstruction à la base de ce tuyau, malheureusement sans résultat. Une nouvelle équipe a repris le travail à l’automne 1980 et a découvert la partie aval de la rivière de la Nuit. La grande salle et la partie amont de la rivière de la Nuit furent découvertes le 13 juin 1981 et la jonction avec l’entrée du Golf se fit un an plus tard, le 31 juillet 1982, portant le développement à près de trois kilomètres de galeries.

## Géologie et contexte géologique
Cette caverne est le résultat de la dissolution de la roche calcaire par la rivière Ferrée. Le lit asséché de la rivière Ferrée, là où l'eau passait avant la création de la grotte, est encore visible et passe sous la rue Notre-Dame. Le lit asséché de la rivière Ferrée redevient actif lors des crues du printemps alors que le réseau souterrain est complètement rempli. Étant le résultat de la dissolution de carbonate de calcium (calcaire), cette caverne peut donc être décrite comme une grotte.
Le parc des résurgences, faisant partie du parc de la Chute Montmorency et exploité par la SEPAQ, témoigne en surface de l'activité karstique en dessous. En effet, il est possible d'observer une multitude de dépressions, signe de la dissolution sous-terre de la roche calcaire. Dans ce même parc, il est possible d'observer les résurgences de la grotte de Boischatel.
La région de Québec fait partie des Basses-Terres du Saint-Laurent. Cette province géologique est composée de roches sédimentaires qui forment un couloir parallèle au fleuve Saint-Laurent. Elles se sont déposées au Cambrien (570-510 millions d’années) et à l’Ordovicien (510-438 Ma) lors de l’envahissement par les eaux d’un océan maintenant disparu, Iapétus. Ces roches représentent une séquence transgressive-régressive épaisse de 1 500 à 3 000 mètres. Ainsi, les niveaux inférieur et supérieur de la séquence sont d’origine continentale et le niveau médian d’origine marine. Ces calcaires se sont formés sur une plate-forme carbonatée de profondeur moyenne. Ils sont apparentés avec ceux retrouvés dans l’Outaouais, au Lac-Saint-Jean et sur l’Île d’Anticosti.
Les calcaires ne sont pratiquement pas déformés. Ainsi leur pendage est en général inférieur à 5e. Les calcaires du Groupe de Trenton sont argileux, de couleur grise, gris bleu à noire, bien stratifiés et très fossilifères. À la base du groupe, les calcaires sont en lits épais (jusqu’à 3 m) en général plus cristallins. Dans la partie supérieure, les lits de calcaire sont interstratifiés avec des interlits centimétriques de shale. Ces interlits de shale sont bien visibles dans la grotte de Boischatel où ils forment des lamelles cassantes ressortant des parois. La datation de dépôts piégés dans la grotte montre qu'elle fonctionnait il y a plus de 80 000 ans.

## Statistique et topographie
Au fil des années, la grotte a été topographiée par des spéléologues, ce qui a permis de déterminer qu'elle a un développement de 2,8 km et un dénivelé de 9 m. Une carte très précise de la grotte, appelée topographie, est disponible pour les spéléologues moins familiers avec ce réseau complexe de passages. Aujourd'hui, les spéléologues désirant topographier une caverne utilisent un télémètre laser (comme le DistoX2 par exemple), une boussole et un clinomètre électronique. À chaque lecture, le Disto X transmets l'information vers un ordinateur personnel (PDA) par communication Bluetooth; non seulement la précision des relevés est améliorée, mais le spéléologue voit la grotte se dessiner sous ses yeux en 3D approximatif (une lecture précise haut-bas-gauche-droite est seulement enregistrée à chaque point topographique et le reste des détails est dessiné à la main).

## Description du réseau
La grotte de Boischatel comprend trois zones principales: la galerie des Piliers; la galerie Parallèle et la rivière des Hydroscopes; et la rivière de la Nuit. L’entrée du golf donne accès directement à la galerie des Piliers, en passant par la salle de la Dame Blanche, nommée ainsi à cause de la myriade de petits champignons blancs, des penicilliums, qui croissent sur ses parois.
La galerie des Piliers est de bonnes dimensions : sa voûte s’élève jusqu’à 3 mètres par endroits. Au début de cette galerie on croise l’affluent principal de la grotte, la galerie des Céphalopodes. Sur ses parois, beaucoup de fossiles ressortent en relief. À l’extrémité de cette galerie de 1,5 m sur 1,5 m, on observe l’eau qui s’engouffre dans la grotte à travers un éboulis de la rivière. Les conduits de la Calcite et des Topographes sont deux affluents de plus modestes dimensions, actifs en période de crue. À son extrémité, la galerie des Piliers rétrécit en passages boueux avec l’enfilade des Vers-Gluants, pour se terminer à la rivière de la Chasse-Galerie, longue d’une dizaine de mètres.
La galerie Parallèle est accessible par la Galerie Jean-Lamarre (ramping long de 40 m). Cette galerie de 1,5 m sur 1,5 m se développe sur 160 m de long. Les spéléo-contorsionnistes peuvent, s’ils le désirent, se mesurer au grand Houdini dans le ramping du même nom. La galerie Parallèle mène, par l’entremise du ramping des Taupes-Disloquées, à la rivière des Hydroscopes. Cette galerie est constamment parcourue par une rivière. Au début hauts et étroits, les plafonds s’abaissent graduellement pour devenir des voûtes mouillantes temporaires où sont coincés des blocs. La galerie se termine sur les éboulis de la salle du Bloc-Ose.
Selon la société québécoise de spéléologie, la rivière de la Nuit est [Interprétation personnelle ?] l’une des plus impressionnantes galeries du Québec[réf. nécessaire]. Sur plus de 400 mètres de long, des passages de 2 à 4 m de haut relient entre elles des salles aux dimensions surprenantes. Une rivière à fort débit serpente tout au long du conduit et se perd entre les blocs à la base du puits de la doline des Roches. Vers la fin de la galerie, il faut se mouiller à mi-corps pour franchir quelques passages bas. On accède à cette galerie par le puits artificiel de 9 m de la Doline des Roches.

## Occupation et exploitation
Les deux entrées connues de la grotte sont situées sur des terrains privés, ce qui restreint l'accès au grand public. Les 2 entrées sont protégées par des portes verrouillées afin d'assurer la sécurité du public. Jusqu'en 2012, la Société québécoise de spéléologie (SQS) offrait un stage de visite de la grotte. Aujourd'hui, seuls les spéléologues expérimentés et accrédités ont accès à la cavité, mais des demandes spéciales (recherche, études, tournages de films) peuvent être formulées à la SQS.
L'exploration de la grotte se poursuit encore aujourd'hui et a pour but d'augmenter le développement de la grotte par la découverte de nouveaux passages. L'exploration de cette grotte consiste en une série de chantiers de désobstruction, soit le retrait de sédiments compactés dans des passages obstrués. Ces derniers se sont remplis de sédiments dans le passé de la grotte, probablement en lien avec des changements sur l'hydrogéologie de la grotte. La désobstruction est complexe pour diverses raisons, entre autres la difficulté de disposer des sédiments et la dimension réduite des passages (certains chantiers de désobstruction s'effectuent dans des conduites de 30 cm de haut, ce qui implique que le spéléologue doit pelleter sur le ventre et doit disposer des sédiments dans un traîneau d'enfant).